# Saint-Marcel-d'Ardèche
Saint-Marcel-d'Ardèche is een gemeente in het Franse departement Ardèche (regio Auvergne-Rhône-Alpes). De plaats maakt deel uit van het arrondissement Privas. Saint-Marcel-d'Ardèche telde op 1 januari 2022 2.357 inwoners.

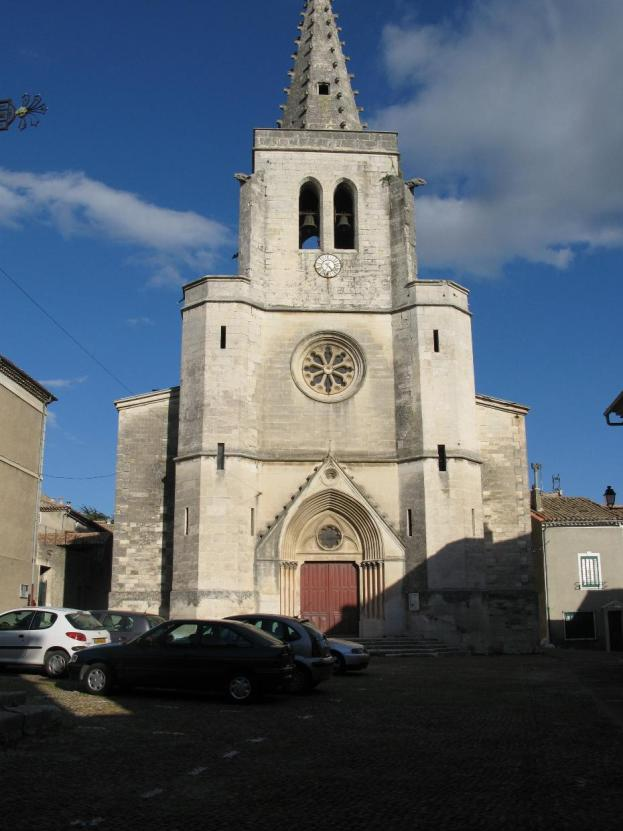
Kerk van Saint-Marcel-d'Ardèche
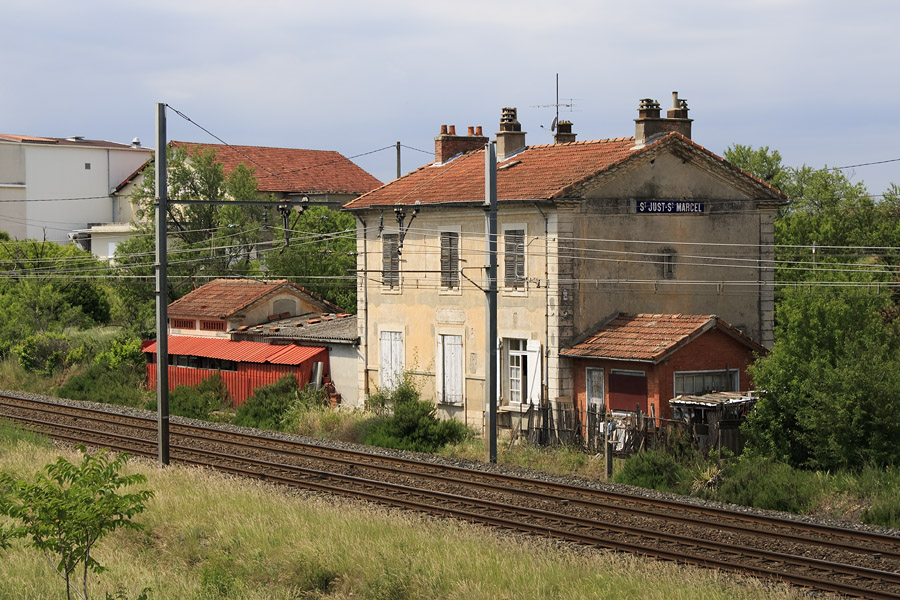
Station

## Geografie
De oppervlakte van Saint-Marcel-d'Ardèche bedroeg op 1 januari 2022 36,12 vierkante kilometer; de bevolkingsdichtheid was toen 65,3 inwoners per km².
De onderstaande kaart toont de ligging van Saint-Marcel-d'Ardèche met de belangrijkste infrastructuur en aangrenzende gemeenten.

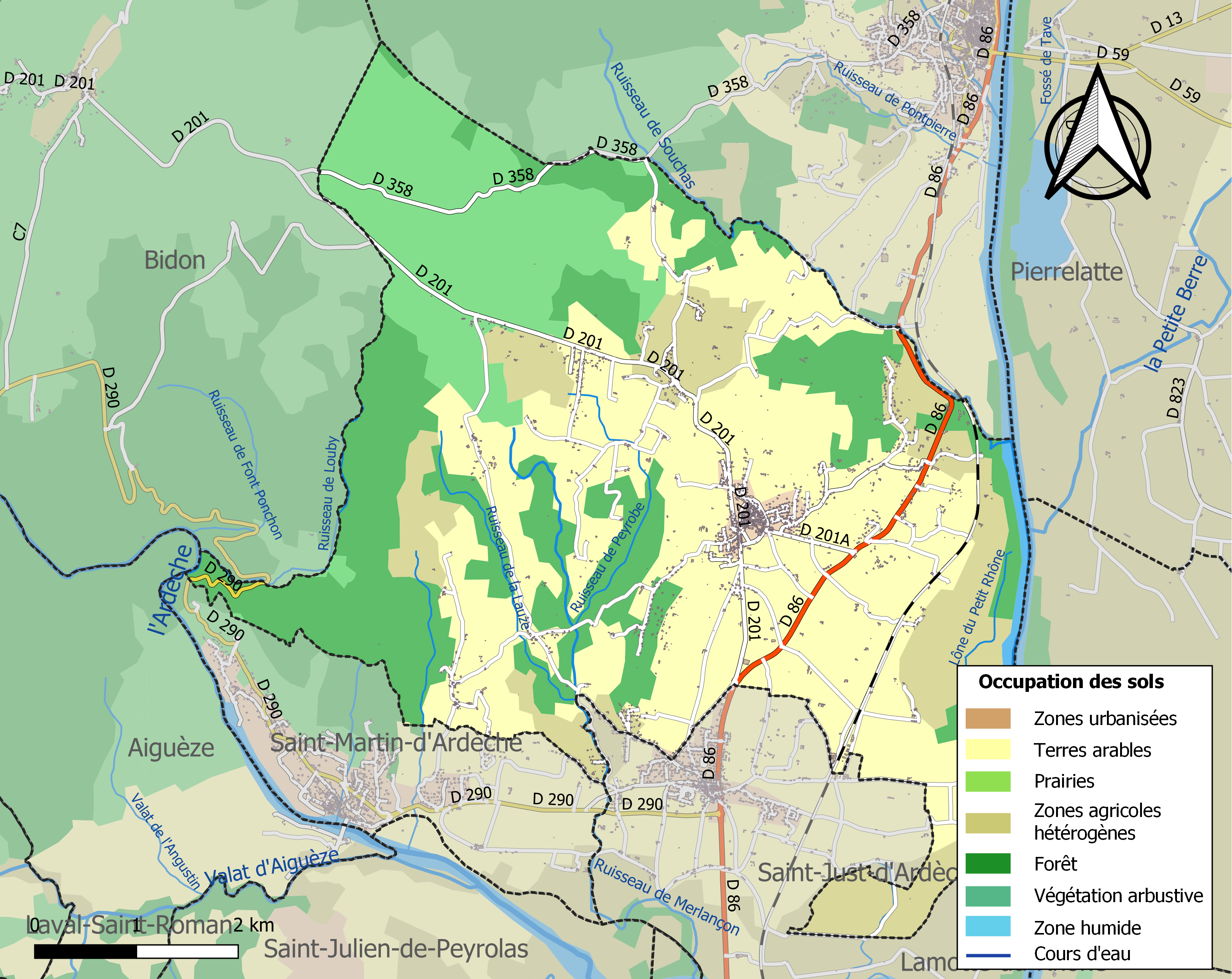

## Demografie
Onderstaande figuur toont het verloop van het inwonertal (bron: INSEE-tellingen).
Vanwege een beveiligingsprobleem met de MediaWiki Graph-software is het momenteel niet mogelijk deze grafiek weer te geven. Zodra de software is bijgewerkt zal de grafiek vanzelf weer zichtbaar worden.